# 2765 Dinant
För andra betydelser, se Dinant (olika betydelser).
2765 Dinant eller 1981 EY är en asteroid i huvudbältet som upptäcktes den 4 mars 1981 av den belgiske astronomen Henri Debehogne och den italienska astronomen Giovanni de Sanctis vid La Silla-observatoriet. Den är uppkallad efter den belgiska staden Dinant.
Asteroiden har en diameter på ungefär 24 kilometer.